# ناثانيل بيندكت سميث
ناثانيل بيندكت سميث (بالإنجليزية: Nathaniel Benedict Smith)‏ هو سياسي أمريكي، ولد في 7 ديسمبر 1795، وتوفي في 5 فبراير 1881.